# Philosophy Documentation Center
Philosophy Documentation Center — репозитарій та ресурсний центр, який забезпечує доступ до наукових матеріалів з прикладної етики, філософії, релігієзнавства та суміжних дисциплін. Некомерційний видавець і ресурсний центр. Він публікує наукові журнали, матеріали конференцій, антології і онлайн-дослідні бази даних, часто у співпраці з науковими і професійними асоціаціями. Philosophy Documentation Center також забезпечує управління членством і електронні видавничі послуги, а також проводить електронні журнали, серії та інші публікації з декількох країн.